# Die Juden von Barnow
Die Juden von Barnow ist eine Sammlung von Ghettonovellen des österreichischen Schriftstellers Karl Emil Franzos, die 1876 bei Duncker & Humblot in Leipzig erschien. Das Buch wurde zu Lebzeiten des Autors in sechzehn Sprachen übertragen.

## Überblick
Die in dem Buch versammelten Novellen Der Shylock von Barnow, Nach dem höheren Gesetz, Zwei Retter, Der wilde Starost und die schöne Jütta, Das Kind der Sühne, Esterka Regina, Baron Schmule, Das Christusbild und Ohne Inschrift handeln um die Mitte des 19. Jahrhunderts zumeist in dem podolischen, von Polen und orthodoxen Juden bewohntem Städtchen Barnow. Jener Teil Podoliens, in dem Barnow gelegen ist, gehörte seit dem Ende des 18. Jahrhunderts zum österreichischen Ostgalizien. Die Wiener Bevölkerung nennt noch in der zweiten Hälfte des 19. Jahrhunderts diesen östlichen Landstrich der Monarchie Polakei. Werden doch in mancher Novelle der Sammlung die Machtverhältnisse im Kronland Galizien unmissverständlich ausgesprochen: Der „gute Kaiser Joseph“ hatte dem herrschenden polnischen Geschlecht in Barnow, den Bortynskis, den Grafentitel verliehen. Vor den Österreichern hatte der polnische Adel bereits jahrhundertelang (mit Ausnahme der osmanischen Herrschaft 1672–1699) im Barnower Umkreis absolutistisch geherrscht.
In den Novellen des Buches beschreibt Franzos seine Kinder- und Jugendjahre in Barnow. Als Wiener Student besuchte der Sohn des Barnower Stadtarztes in den Sommerferien seinen Geburtsort. In seinen Erinnerungen relativiert der in Czortkow geborene Franzos allerdings: „Barnow nannte ich den Ort nicht blos deshalb, weil Czortkow der deutschen Zunge Mühe macht, sondern weil mein Heimatstädtchen nur der äußere Schauplatz ist; die Menschen haben zumeist in Sadagóra gelebt.“
Kohärenz erhalten die Geschichten der Sammlung auch durch das Figurenensemble. Zum Beispiel kommen Personen des Barnower polnischen Adelshauses Bortynski in Der Shylock von Barnow, Nach dem höheren Gesetz, Zwei Retter, Esterka Regina und Das Christusbild vor. Und der alte Barnower Marschallik Isaak Türkischgelb, das rastlose, ewig durstige, einherschlotternde Lokalblatt der Gemeinde, tritt in Esterka Regina und in Ohne Inschrift auf.

## Rezeption
Peter Sprengel nimmt die Sammlung als Repräsentant der in der zweiten Hälfte des 19. Jahrhunderts aufkommenden Ghettogeschichten. Das ostjüdische Schtetl werde als abgeschlossene dörfliche Welt mit noch intakten menschlichen Strukturen poetisch-gestalterisch erfasst. Sprengel datiert den „Aufschwung des öffentlichen Antisemitismus“ in etwa ab 1880. Da die Geschichten der Sammlung ungefähr zehn Jahre früher entstanden sind, habe Franzos jene Judenfeindlichkeit erst Jahre nach der Erstauflage zu spüren bekommen. Reagiert habe der Autor auf seine Art – nicht direkt via Polemik zum Thema. Franzos habe vielmehr fortan des Öfteren in jüdischen Presseorganen publiziert. In späteren erfolgreichen Werken, wie in der größeren Erzählung Moschko von Parma, hat Franzos den Handlungsort Barnow beibehalten und Figuren wie den oben erwähnten Schalk Isaak Türkischgelb zu neuem Leben erweckt. Der Autor habe somit summa summarum „eine galizische Saga... eines rückständig-poetischen Landes etabliert“.

### Ausgaben
- Die Juden von Barnow. Geschichten von Karl Emil Franzos. 11.–15. Auflage. Cotta’sche Verlagsbuchhandlung, Stuttgart 1920 (archive.org).
- Karl Emil Franzos: Die Juden von Barnow. Verlag von Adolf Bonz & Comp., Stuttgart 1894
- Karl Emil Franzos: Die Juden von Barnow. Geschichten. Cotta, Stuttgart 1907
- Karl Emil Franzos: Die Juden von Barnow. Brandus’sche Verlagsbuchhandlung, Berlin 1907
- Karl Emil Franzos: Die Juden von Barnow. Geschichten. Rowohlt, Reinbek bei Hamburg 1990, ISBN 978-3-499-40075-9

### Sekundärliteratur
- Mein Erstlingswerk: „Die Juden von Barnow“. Von Karl Emil Franzos, S. 213–240 in: Die Geschichte des Erstlingswerks. Selbstbiographische Aufsätze. Eingeleitet von Karl Emil Franzos. Mit den Jugendbildnissen der Dichter. Concordia Deutsche Verlags-Anstalt, Berlin 1894 (archive.org).
- Karl Emil Franzos: Der Bart des Abraham Weinkäfer. Erzählungen. Nachwort von Dr. Werner Martin. Reclam, Leipzig 1964 (RUB Bd. 183)
- Zwei Retter. S. 51–67 in: Karl Emil Franzos: Das Kind der Sühne. Erzählungen. Illustrationen Gerhard Großmann. Mit einem Nachwort von Wolfgang Schütze. Buchverlag Der Morgen, Berlin 1965 (2. Aufl.)
- Esterka Regina. S. 97–139 in: Karl Emil Franzos: Das Kind der Sühne. Erzählungen. Illustrationen Gerhard Großmann. Mit einem Nachwort von Wolfgang Schütze. Buchverlag Der Morgen, Berlin 1965 (2. Aufl.)
- Peter Sprengel: Geschichte der deutschsprachigen Literatur 1870–1900. Von der Reichsgründung bis zur Jahrhundertwende. München 1998, ISBN 3-406-44104-1.